# Litworowa Rówień

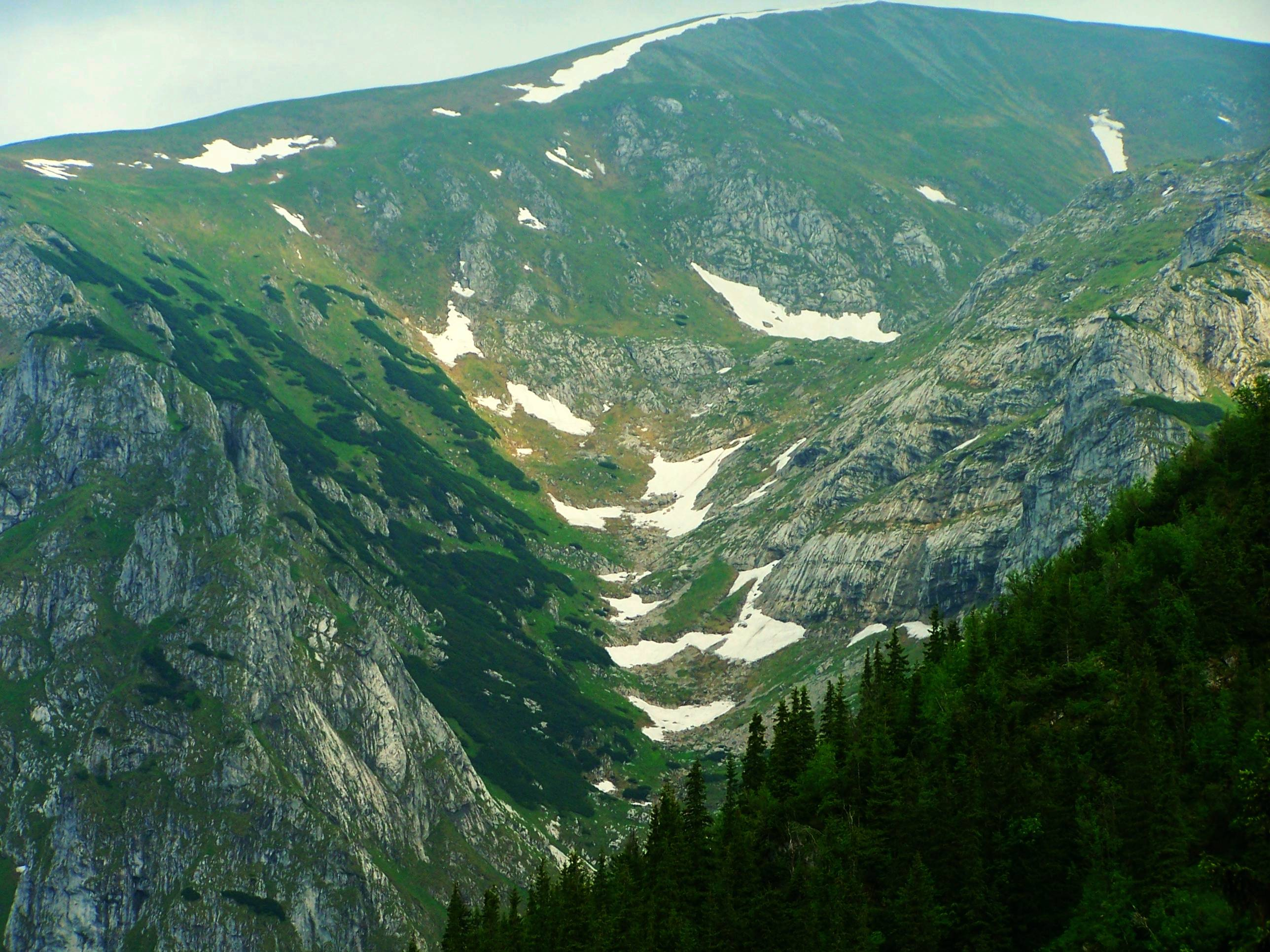
Litworowa Rówień w dolnej części doliny

Litworowa Rówień – rówień na dnie Doliny Litworowej w polskich Tatrach Zachodnich. Znajduje się w dolnej części tej doliny, pomiędzy Litworowym Grzbietem a Machajówką. Jest w niej wlot do Jaskini Baraniej.
Litworowa Rówień położona jest na wysokości około 1650 m n.p.m. i jest niemal zupełnie pozioma. Krzyżuje się na niej kilka przejść taternickich. Łatwo można tutaj dojść z Kobylarzowego Żlebu przez Litworowy Przechód. Jest to najłatwiejszy sposób dotarcia do Litworowej Równi od znakowanego szlaku turystycznego. Z Litworowej Równi łatwe, lecz miejscami bardzo eksponowane przejście prowadzi aż do Mułowego Progu. Dość dobrze wydeptana ścieżka prowadzi do Jaskini Lodowej Litworowej w górnej części Litworowego Upłazu. Wszystkie te przejścia są jednak turystycznie niedostępne. Jest to obszar ochrony ścisłej Wantule Wyżnia Mała Łąka. Chodzą tędy głównie grotołazi penetrujący jaskinie Doliny Litworowej.